# Роберт Фолькман
Роберт Фрідріх Фолькман (6 квітня 1815, Ломмач, Майсен — 30 жовтня 1883, Будапешт) — австрійський композитор і музичний педагог.

## Біографія
Народився в сім'ї церковного кантора, у якого отримав початкову музичну освіту — навчився грі на органі і фортеп'яно. У 1832—1833 роках навчався в гімназії у Фрайберг, потім в 1833—1835 роках був студентом вчительськіої семінарії, одночасно беручи уроки гри на скрипці й віолончелі та вивчаючи композицію під керівництвом музичного керівника семінарії Августа Фердинанда Анакера.
У 1836 році переїхав у Лейпциг, де брав приватні уроки композиції у Карла Фердинанда Беккера, кантора місцевої церкви Святого Миколая, і де великий вплив на нього справило знайомство з Робертом Шуманом.
З 1839 по 1841 рік викладав вокал у Празі, потім в 1841 році влаштувався в Пешті, де до 1844 року заробляв приватними уроками гри на фортепіано і статтями для музичної газети Allgemeine Wiener Musik-Zeitung. Потім деякий час займався вільною творчістю, але в 1848 році був знову змушений шукати роботу і влаштувався хормейстером й органістом в реформістську синагогу.
Відносну популярність здобув в 1852 році, коли його фортеп'янне тріо потрапило в репертуар Франца Ліста і Ганса фон Бюлова. З 1854 по 1858 рік жив в Відні, потім знову повернувся в Будапешт. У 1857 році видавець Густав Геккенаст уклав з Фолькманом договір про видання всіх його творів в обмін на регулярний дохід незалежно від їх продажу, що дозволило композитору знайти фінансову незалежність і зосередитися на композиції, поки на початку 1870-х років видавництво Геккенаста не закрилося; до 1860-х років він вже користувався досить широкою популярністю в Європі.
З 1875 року і до кінця життя був викладачем гармонії і контрапункту в Будапештській консерваторії. З початку 1870-х років в його творчості настав певний спад.

## Творчість
Першим відомим його твором став цикл фортеп'янних п'єс «Фантастичні картини» (нім. Phantasiebilder; 1839). Писав симфонії, серенади, меси, релігійні пісні і церковні піснеспіви, ноктюрни, фортеп'янні та віолончельні концерти, романси, тріо і дуети («Sonatina»; «Musikalisches Liederbuch»; «Die Tageszeiten»), три марша, чоловічі хори та інші. Написав увертюру «Річард III», опрацював кілька різдвяних славнів XII сторіччя.